# Esdonk
Esdonk is een buurtschap  in de gemeente Gemert-Bakel, in de Nederlandse provincie Noord-Brabant. De buurtschap is gelegen ten noordwesten van Gemert in een ontginningsgebied ten zuiden van de Landmeerse Loop, ten noorden van de Peelse Loop en ten oosten van de Aa, op de rand van de Peelhorst.
Hoewel het gebied waar het tegenwoordige Esdonk ligt al in de Late Steentijd was bewoond, en ook voorwerpen uit het Mesolithicum en het Neolithicum werden gevonden, is de naam Esdonk van veel jongere datum. In 1364 is sprake van Espdonc en in 1357 Espendonck. In 1695 spreekt men van Esdonk.
Vanaf de Late Middeleeuwen waren drie boerderijen op Esdonk aanwezig, namelijk een van de familie Van Espendonk, een van de familie Van Gemert, en het zogenaamde Aa-huis, te Koks, waar ook een herberg was gevestigd. Terwijl de Gemertse buurtschappen De Mortel en Handel uitgroeiden tot volwaardige kerkdorpen is Esdonk een buurtschap gebleven. Het kreeg echter bekendheid door de Spijkerkapel en de bedevaarten ernaartoe.